# 松崎村 (岩手県)
松崎村（まつざきむら）は、1954年（昭和29年）まで岩手県上閉伊郡にあった村。現在の遠野市松崎町松崎・松崎町光興寺・松崎町駒木・松崎町白岩にあたる。

## 沿革
- 1889年（明治22年）4月1日 - 町村制施行にともない、松崎村・光興寺村・駒木村・白岩村の計4か村が合併して新制の西閉伊郡松崎村が発足。
- 1897年（明治30年）4月1日 - 郡の統合により西閉伊郡と南閉伊郡が合併して上閉伊郡が発足[1]。上閉伊郡松崎村となる。
- 1954年（昭和29年）12月1日 - 遠野町・青笹村・綾織村・小友村・上郷村・附馬牛村・土淵村と合併し、遠野市となる。

## 行政

### 歴代村長
| 代 | 氏名       | 就任                       | 退任                       | 備考 |
| -- | ---------- | -------------------------- | -------------------------- | ---- |
| 1  | 小原百吉   | 1889年（明治22年）4月      | 1894年（明治27年）6月      |      |
| 2  | 中居郷哉   | 1894年（明治27年）6月      | 1898年（明治31年）5月26日  |      |
| 3  | 中市常懐   | 1898年（明治31年）5月26日  | 1898年（明治31年）10月     |      |
| 4  | 及川久之助 | 1899年（明治32年）1月      | 1902年（明治35年）1月30日  |      |
| 5  | 武藤万六   | 1902年（明治35年）3月7日   | 1905年（明治38年）8月13日  |      |
| 6  | 小笠原東吾 | 1905年（明治38年）12月19日 | 1906年（明治39年）6月30日  |      |
| 7  | 舘林好之進 | 1906年（明治39年）8月25日  | 1909年（明治42年）12月8日  |      |
| 8  | 佐藤昌次   | 1911年（明治44年）5月3日   | 1913年（大正2年）8月2日    |      |
| 9  | 中居郷哉   | 1914年（大正3年）3月31日   | 1915年（大正4年）12月9日   |      |
| 10 | 葛巻誠三   | 1916年（大正5年）3月14日   | 1941年（昭和16年）4月1日   |      |
| 11 | 多田伊勢松 | 1941年（昭和16年）4月13日  | 1946年（昭和21年）11月14日 |      |
| 12 | 松崎浅吉   | 1946年（昭和21年）11月15日 | 1947年（昭和22年）4月10日  |      |
| 13 | 中居朝男   | 1947年（昭和22年）4月10日  | 1953年（昭和28年）2月12日  |      |
| 14 | 山口万治   | 1953年（昭和28年）4月13日  | 1954年（昭和29年）11月30日 |      |